# Гарри Поттер и Принц-полукровка (фильм)
«Га́рри По́ттер и Принц-полукро́вка» (англ. Harry Potter and the Half-Blood Prince) — приключенческий фэнтезийный фильм 2009 года режиссёра Дэвида Йейтса, шестой из серии фильмов о Гарри Поттере. Экранизация одноимённого романа (2005) Дж. К. Роулинг.

## Сюжет
Теперь от возвращения Волан-де-Морта страдает не только мир волшебников, но и мир маглов: Пожиратели Смерти разрушают мост в Лондоне. Помимо того, они устраивают атаку на Косой переулок. Тем временем по просьбе Альбуса Дамблдора в Хогвартс возвращается профессор Гораций Слизнорт. Когда-то он преподавал здесь зельеварение, и вернулся на свою должность. Профессор Северус Снегг, в свою очередь, получил должность преподавателя Защиты от тёмных искусств, о которой он долгое время мечтал.
Гарри и Рон берут себе уроки по усложненному зельеваренью, так как Гарри они необходимы для становления Мракоборцем. Гарри находит в кабинете старый учебник по зельеварению, которые полностью исписан заметками и исправлениями рецептов. Оказывается, что этот учебник, собственность которого указана за «Принцем-Полукровкой» содержит идеальные рецепты, которые гарантируют правильное приготовление зелий. Гарри активно пользуется данным учебником, несмотря на советы Гермионы не делать этого.
Драко Малфой становится Пожирателем Смерти вместо арестованного отца и получает от Тёмного Лорда задание — убить Дамблдора. Тем временем Северус Снегг приносит Непреложный обет Нарциссе Малфой и клянётся помочь её сыну, Драко, в его задании. Для выполнения задания Малфой пытается починить исчезательный шкаф в Выручай-комнате и при этом несколько раз совершает покушение на жизнь Дамблдора. Жертвой первого покушения оказывается Кэти Белл (она дотронулась до проклятого ожерелья), а второго — Рон Уизли (он получил отравление). Незадолго до второго покушения приходится непростое время для Гермионы — Рон начинает встречаться с влюблённой в него Лавандой Браун. Когда Рон оказывается жертвой покушения, он прибывает в Больничное Крыло и после неприятного разговора Лаванды и Гермионы выговаривает имя последней, что приводит к расставанию его с Лавандой и большой радости Гермионы. А Гарри понимает, что влюбился в сестру Рона — Джинни, и вынужден наблюдать, как она встречается с Дином Томасом.
Гарри Поттер подозревает Малфоя, и их отношения накаляются до предела. Между ними происходит дуэль, в которой Гарри чуть не убивает Драко, но вовремя появляется Снегг и спасает Малфоя. Тем временем Дамблдор ищет крестражи Волан-де-Морта — предметы, в каждый из которых он вложил частичку своей души, чтобы в будущем умереть только при уничтожении всех крестражей. Он демонстрирует Гарри свои воспоминания, касающиеся Волан-де-Морта, в Омуте Памяти, и просит его добыть одно воспоминание, которое Слизнорт скрыл от всех. Это воспоминание касается того, как Том Реддл во время своей учёбы в Хогвартсе выведал у Горация Слизнорта сведения о крестражах, что в немалой степени поспособствовало превращению Тома Реддла в Волан-де-Морта.
Когда Гарри выполняет поручение Дамблдора, они вместе идут за предполагаемым крестражем, но только при условии, что Гарри будет беспрекословно подчиняться приказам. Гарри и Дамблдор направляются в пещеру, где, по предположению Дамблдора, находится крестраж. В этой пещере есть озеро, где живут инферналы, а посреди него — крестраж, который можно добыть, только выпив зелье. При этом оно лишает разума того, кто его выпил. Дамблдор с помощью Гарри выпивает зелье, и они забирают крестраж.
После возвращения в Хогвартс Дамблдор приказывает Гарри спрятаться, но не обнаруживать себя. В башню врывается Драко Малфой и разоружает несопротивляющегося директора. Вскоре после этого в башне появляются Пожиратели Смерти во главе с Беллатрисой Лестрейндж, а затем профессор Снегг, который в итоге убивает Дамблдора, так как Драко испугался этого делать. Разгневанный Гарри пускается в погоню за Снеггом и Пожирателями, чтобы покарать их за это злодеяние, но безрезультатно: Северус открывает тайну, что он — Принц-полукровка.
В школе оплакивают Дамблдора, в то время как Гарри обнаруживает, что крестраж (то есть медальон Слизерина) — подделка и что её оставил таинственный Р. А. Б.. Гарри решает не возвращаться в школу на следующий год, а посвятить себя уничтожению Тёмного Лорда. Гермиона и Рон не оставляют друга и решают следовать за ним. Близится самый тёмный час.

## В ролях
| Роль                                                    | Актёр (актриса)       | Русский дубляж       |  |
| студенты                                                | студенты              | студенты             |  |
| ------------------------------------------------------- | --------------------- | -------------------- |  |
| Гарри Поттер                                            | Дэниел Рэдклифф       | Николай Быстров      |  |
| Гермиона Грейнджер                                      | Эмма Уотсон           | Лина Иванова         |  |
| Рон Уизли                                               | Руперт Гринт          | Алексей Костричкин   |  |
| Драко Малфой                                            | Том Фелтон            | Велимир Русаков      |  |
| Джордж Уизли                                            | Оливер Фелпс          | Михаил Тихонов       |  |
| Фред Уизли                                              | Джеймс Фелпс          | Михаил Тихонов       |  |
| Джинни Уизли                                            | Бонни Райт            | Полина Чекан         |  |
| Полумна Лавгуд                                          | Эванна Линч           | Мария Иващенко       |  |
| Невилл Долгопупс                                        | Мэттью Льюис          | Степан Балабанов     |  |
| Кормак МакЛагген                                        | Фредди Строма         | Прохор Чеховской     |  |
| Лаванда Браун                                           | Джесси Кейв           | Анна Штукатурова     |  |
| Симус Финниган                                          | Девон Мюррей          | Александр Комлев     |  |
| Дин Томас                                               | Альфред Энох          |                      |  |
| Падма Патил                                             | Афшан Азад            |                      |  |
| Парвати Патил                                           | Шефали Чоудхури       |                      |  |
| Винсент Крэбб                                           | Джейми Уэйлетт        |                      |  |
| Грегори Гойл                                            | Джошуа Хердман        |                      |  |
| Ромильда Вейн                                           | Анна Шаффер           |                      |  |
| Кэти Белл                                               | Джорджина Леонидас    | Наталия Франкова     |  |
| Пэнси Паркинсон                                         | Скарлетт Бирн         | Полина Чекан         |  |
| Блейз Забини                                            | Луи Кордис            |                      |  |
| Чжоу Чанг                                               | Кэти Льюнг            |                      |  |
| персонал Хогвартса                                      |                       |                      |  |
| Альбус Дамблдор                                         | Майкл Гэмбон          | Василий Бочкарёв     |  |
| Минерва Макгонагалл                                     | Мэгги Смит            | Людмила Ильина       |  |
| Рубеус Хагрид                                           | Робби Колтрейн        | Дальвин Щербаков     |  |
| Северус Снегг                                           | Алан Рикман           | Алексей Рязанцев     |  |
| Гораций Слизнорт                                        | Джим Бродбент         | Алексей Борзунов     |  |
| Аргус Филч                                              | Дэвид Брэдли          | Вячеслав Баранов     |  |
| Филиус Флитвик                                          | Уорик Дэвис           |                      |  |
| Поппи Помфри                                            | Джемма Джонс          |                      |  |
| Волан-де-Морт и Пожиратели Смерти                       |                       |                      |  |
| Беллатриса Лестрейндж                                   | Хелена Бонэм Картер   | Наталия Вдовина      |  |
| Нарцисса Малфой                                         | Хелен МакКрори        | Лариса Некипелова    |  |
| Питер Петтигрю                                          | Тимоти Сполл          |                      |  |
| Том Марволо Реддл (11 лет; в воспоминании Дамблдора)    | Хиро Файнс-Тиффин     | Денис Виленкин       |  |
| Том Марволо Реддл (16 лет; в воспоминании Слизнорта)    | Фрэнк Диллэйн         | Александр Костричкин |  |
| Фенрир Сивый                                            | Дейв Леджено          |                      |  |
| Амикус Кэрроу                                           | Ральф Айнесон         |                      |  |
| Торфинн Роули                                           | Род Хант              |                      |  |
| Алекто Кэрроу                                           | Сюзанн Тоус           |                      |  |
| Орден Феникса                                           |                       |                      |  |
| Артур Уизли                                             | Марк Уильямс          | Рудольф Панков       |  |
| Молли Уизли                                             | Джули Уолтерс         | Мария Бакина         |  |
| Римус Люпин                                             | Дэвид Тьюлис          | Андрей Казанцев      |  |
| Нимфадора Тонкс                                         | Наталия Тена          | Юлия Черкасова       |  |
| Лили Поттер                                             | Джеральдин Сомервилль |                      |  |
| другие персонажи                                        |                       |                      |  |
| Официантка в кафе на железнодорожной станции «Сербитон» | Эларика Галлахер      |                      |  |

## Релиз
Выход фильма в широкий прокат переносили с ноября 2008 на 13 июля 2009 года.
- Мировые премьеры: 6 июля (Токио), 7 июля (Лондон), 8 июля (Нью-Йорк) 2009 года[8]/
- Выход в прокат (мир)[9]:
  - 14 июля — Объединённые Арабские Эмираты (Дубай);
  - 15 июля — Австралия, Бельгия, Египет, Италия, Швейцария (франкоговорящая), Дания, Великобритания, Франция, Германия, США и Канада;
  - 16 июля — Беларусь, Россия, Украина, Чехия, Швейцария (немецкоговорящая), Нидерланды, Португалия, Аргентина и Чили;
  - 17 июля — Япония, Индонезия, Индия, Турция, Литва, Финляндия, Испания, Бразилия и Мексика;
  - 23 июля — Венгрия и Хорватия;
  - 24 июля — Латвия, Эстония, Польша, Болгария, Румыния и Кипр.
- Премьера в России: 16 июля 2009.
- Релиз на DVD и Blu-Ray: 17 ноября 2009, «Юнивёрсал Пикчерс Рус».

Поклонники надеялись, что перенос премьеры был пиар-трюком. Однако заявление о переносе на 23 декабря 2009 было согласованной первоапрельской шуткой.

## Музыка
Музыка к этому фильму была написана композитором Николасом Хупером, который также написал музыку для фильма «Гарри Поттер и Орден Феникса». Саундтрек был выпущен в формате Audio CD 14 июля 2009 года, за день до выхода в кинотеатрах/
| №                   | Название                      | Длительность |
| ------------------- | ----------------------------- | ------------ |
| 1.                  | «Opening»                     | 2:53         |
| 2.                  | «In Noctem»                   | 2:00         |
| 3.                  | «The Story Begins»            | 2:05         |
| 4.                  | «Ginny»                       | 1:30         |
| 5.                  | «Snape & the Unbreakable Vow» | 2:50         |
| 6.                  | «Wizard Wheezes»              | 1:42         |
| 7.                  | «Dumbledore's Speech»         | 1:31         |
| 8.                  | «Living Death»                | 1:55         |
| 9.                  | «Into the Pensieve»           | 1:45         |
| 10.                 | «The Book»                    | 1:44         |
| 11.                 | «Ron's Victory»               | 1:44         |
| 12.                 | «Harry & Hermione»            | 2:52         |
| 13.                 | «School!»                     | 1:05         |
| 14.                 | «Malfoy's Mission»            | 2:53         |
| 15.                 | «The Slug Party»              | 2:11         |
| 16.                 | «Into the Rushes»             | 2:33         |
| 17.                 | «Farewell Aragog»             | 2:08         |
| 18.                 | «Dumbledore's Foreboding»     | 1:18         |
| 19.                 | «Of Love & War»               | 1:17         |
| 20.                 | «When Ginny Kissed Harry»     | 2:38         |
| 21.                 | «Slughorn's Confession»       | 3:33         |
| 22.                 | «Journey to the Cave»         | 3:08         |
| 23.                 | «The Drink of Despair»        | 2:44         |
| 24.                 | «Inferi in the Firestorm»     | 1:53         |
| 25.                 | «The Killing of Dumbledore»   | 3:34         |
| 26.                 | «Dumbledore's Farewell»       | 2:22         |
| 27.                 | «The Friends»                 | 2:00         |
| 28.                 | «The Weasley Stomp»           | 2:51         |
| Общая длительность: | Общая длительность:           | 62:40        |

В саундтрек не вошли треки «Friends and Love» (когда Джинни поцеловала Гарри) «Harry and Hermione», «Big Beat Repeat» и «Murder & Escape» (можно услышать в эпизоде, где Дамблдор падает с Астрономической башни, а Гарри преследует Снегга).

## Кассовые сборы
В первый день фильм собрал 58 175 412 долларов в США (пятое место после вторых «Сумерек», «Тёмного рыцаря», «Трансформеров 2» и «Человека-паука 3»), а в первый уик-энд — 77 835 727 долларов. Предыдущий рекорд «Поттерианы» — рекорд фильма «Гарри Поттер и Орден Феникса» (44 232 338 долларов) — оказался превзойдён почти на 14 млн долларов. Из всей «Поттерианы» — фильм был третьим по сборам после «Философского камня» и «Ордена Феникса». После выхода фильма «Дары Смерти. Часть 2», который занял первое место по сборам, фильм «Принц-полукровка» опустился на четвёртое место.
Этот фильм занял 39 место среди самых кассовых фильмов мира, собрав мировую кассу в размере 941 млн долларов США (в том числе 302 млн в США).

## Отзывы
Фильм получил положительные отзывы кинокритиков. На Rotten Tomatoes у фильма 84 % на основе 268 рецензий критиков со средней оценкой 7,2/10. На сайте Metacritic фильм получил оценку 78 из 100 на основе 36 рецензий.